# 迪扬塞
迪扬塞（法語：Diancey，法語發音：[djɑ̃sɛ]）是法国科多尔省的一个市镇，属于博讷区。

## 地理
迪扬塞（47°10'54"N, 4°21'46"E）面积9.96 平方千米，位于法国勃艮第-弗朗什-孔泰大區科多尔省，该省份为法国中东部省份，北起奥布省，西接涅夫勒省和约讷省，南至索恩-卢瓦尔省，东南接汝拉省，东临上索恩省，东北部与上马恩省接壤。
与迪扬塞接壤的市镇（或旧市镇、城区）包括：叙塞、马尔舍瑟伊、维扬日、阿勒雷、桑斯雷。

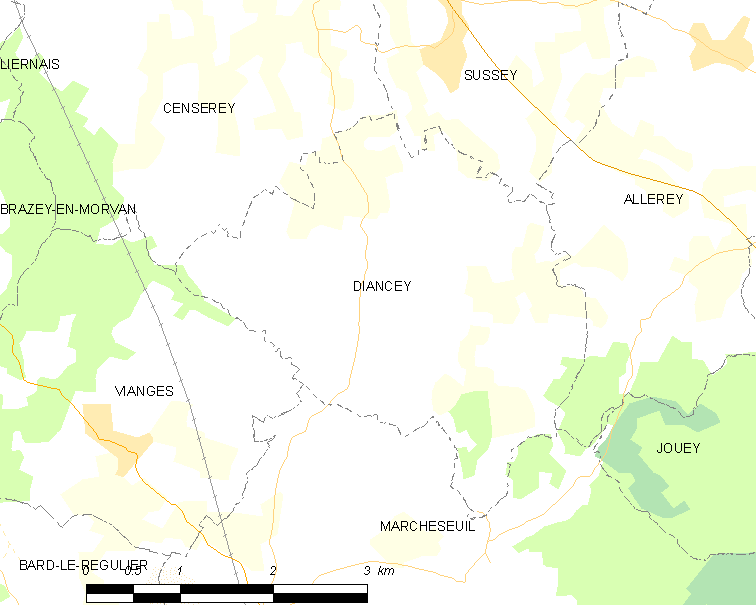
迪扬塞的OSM定位图

迪扬塞的时区为UTC+01:00、UTC+02:00（夏令时）。

## 行政
迪扬塞的邮政编码为21430，INSEE市镇编码为21229。

## 政治
迪扬塞所属的省级选区为阿尔奈勒迪克县。

## 人口

1962-2008年间迪扬塞人口变化图示

迪扬塞于2022年1月1日时的人口数量为98人。